# Verónica Ormachea Gutiérrez
Verónica Ormachea Gutiérrez (Nueva York, 30 de julio de 1956) es una escritora y periodista boliviana. Miembro de número de la Académica Boliviana de la Lengua “Silla M” correspondiente de la Real Academia Española.

## Reseña biográfica
Nacida en Nueva York el 30 de julio de 1956. Nació en Estados Unidos por el exilio de sus padres a raíz de la revolución de 1952.
Es hija del industrial Víctor Ormachea Zalles y de Martha Gutiérrez Stevenson, a su vez hija del economista Arturo Gutiérrez de Tezanos Pinto, ministro de Hacienda y de Relaciones Exteriores de Bolivia. Se casó con Ramiro Montes Sáenz y tiene dos hijos: Verónica y Ramiro Montes Ormachea. Desde junio del 2023 es abuela de: Rafaella Maxime.
Se graduó en Estudios Interdisciplinarios en Comunicaciones, Instituciones Legales, Economía y Gobierno en American University en Washington D. C. 1980. Obtuvo el Diploma Superior de la Lengua y Civilización Francesa en la Sorbona en año 1983. Egresó de la Maestría en Ciencias Políticas, Mención en Estudios bolivianos en la Universidad de San Simón de Cochabamba (CESU CEBEM) 1997.
Participó en Programa Ejecutivo para líderes del desarrollo del Kennedy School of Government de Harvard. 1999.
Trabajó como funcionario diplomático en el Ministerio de Relaciones Exteriores de Bolivia.
Tuvo hijos y se dedicó a escribir. Recibió el premio Franz Tamayo a la Creación Literaria de la Asociación de Periodistas de La Paz (APLZ) el 2001.
A partir de ese año se inició como columnista en el periódico La Razón de Bolivia hasta el 2010 año en que se fundó el periódico independiente Página Siete de Bolivia donde escribe hasta que la publicación se cerró en junio de 2023.
El Ministerio de Culturas y Turismo de Bolivia le otorgó el diploma “En reconocimiento en mérito a la trayectoria y producción literaria como valioso aporte al desarrollo artístico y cultural al país”  2009
También escribe en periódicos digitales como El Debate, SudamericaHoy y Mundiario
Fue jurado del Premio Cervantes el 2015. Es miembro del PEN internacional.

## Obras
- Entierro sin muerte - El secuestro de Doria Media por el MRTA, La Paz Crónica. ISBN 99905-2-038-0 (1998)
  - Buried Alive. The kidnapping of Doria Medina by the MRTA. Translation Leif Yourston. Non-fiction. ISBN 978-99954-52-89-6 (2012)
- Los ingenuos La Paz, Alfaguara, Novela. ISBN 978-99905-924-3-6 (2007)
- Los infames La Paz, Ed. Gisbert. ISBN 978-99974-834-5-4 (2016)
- Los infames Madrid, Ed. Lord Byron, Novela. ISBN 978-84-9949-891-1 (2016)
- El Che, Miradas personales Participan otros autores. Ed.Plural. Ensayo. ISBN 978-99954-1-802-1 (2017)
- Hochschild´s Passports. USA. Lazy Publisher. Historical novel. Translation Katie Fry. ISBN 9781623751357 (2019)
- Neruda y su laberinto pasional. Madrid. Sial Pigmalion. Novel. ISBN 978-84-19370-66-2 (2023)

## Distinciones
- Ganadora (Premio Franz Tamayo, 2001)
- Ganadora (Premio al Mérito y a la trayectoria, 2009)
- Finalista (Premio Nacional de Novela, 2007)
- Reconocimiento: Al compromiso y vocacion de servicio en beneficio a la comunidad Rotary Club, La Paz, Bolivia, marzo 2021.
- Ganadora: Premio Escriduende a la mejor autora iberoamericana Feria del Libro, Madrid, ESP, junio 2023.